# Liste des cimetières de Paris
Pour un article plus général, voir Cimetières parisiens.
Cette page recense les cimetières de Paris et autres lieux d'inhumation, ou ayant servi de lieu d'inhumation, existant ou ayant existé. Dans cette liste, il s'agit de lieux : 
- ou bien situés intra muros sur le territoire administratif de Paris — et soit appartenant à la municipalité de Paris (actuellement vingt cimetières plus les Catacombes), soit à quatre municipalités voisines (Charenton-le-Pont, Gentilly, Montrouge, Saint-Mandé) qui se sont vu amputées en 1860 au profit de la capitale d'une partie de leur territoire où se situe leur cimetière communal — ;
- ou encore, extra muros, six cimetières gérés par la Ville de Paris, mais situés en dehors de son territoire administratif (sur les territoires des communes de Bagneux, Ivry-sur-Seine, Pantin, Saint-Denis, Saint-Ouen-sur-Seine et Thiais).

Les premiers cimetières sont installés au chevet, puis autour des églises, avant d'être progressivement supprimés ou désaffectés, sauf ceux du Calvaire et de Charonne qui sont les deux derniers cimetières parisiens jouxtant une église paroissiale.
Le plus important était celui des Innocents, fermé en 1780, dont les ossements furent transportés en 1786 dans les carrières de Montrouge, actuelles Catacombes.

## Historique
Un arrêt du Parlement de Paris du 21 mai 1765 interdit l'inhumation dans les cimetières de Paris. En effet, avant cette date, les inhumations étaient faites dans les cimetières jouxtant les églises paroissiales,.
Ainsi 8 cimetières furent créés, mais cet arrêté resta sans exécution jusqu'en 1803.
Jacques Hillairet dénombre 200 cimetières.

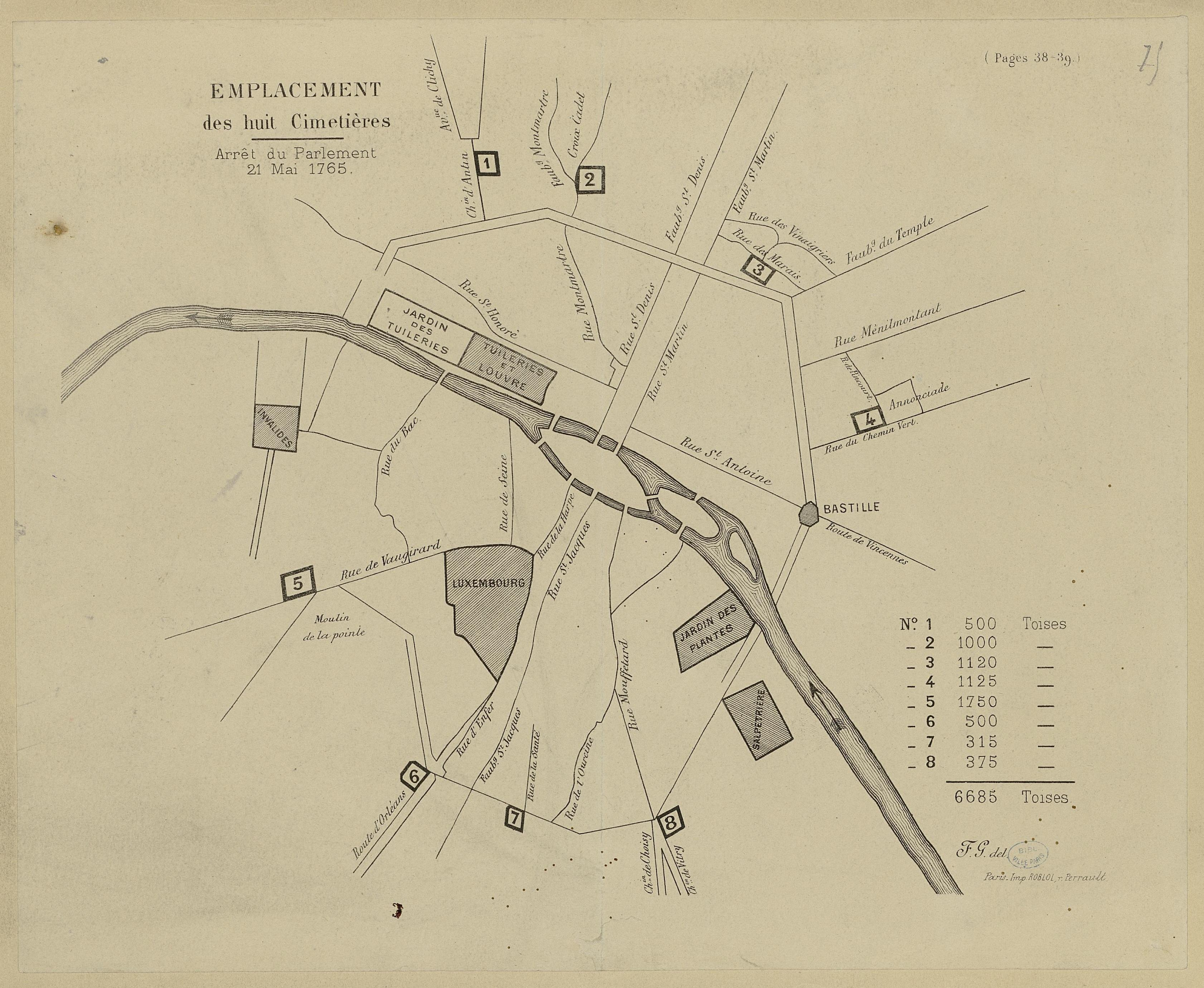
no 1 : Cimetière de la Chaussée-d'Antin
no 2 : Cimetière des Porcherons
no 3 :
no 4 :
no 5 : Cimetière de Vaugirard dit cimetière de Saint-Sulpice
no 6 :
no 7 :
no 8 :

- Haut – A
- B
- C
- D
- E
- F
- G
- H
- I
- J
- K
- L
- M
- N
- O
- P
- Q
- R
- S
- T
- U
- V
- W
- X
- Y
- Z

## A
- Cimetière d'Auteuil
- Cimetière des Aveugles
- Couvent des Augustins-Déchaussés

- Haut – A
- B
- C
- D
- E
- F
- G
- H
- I
- J
- K
- L
- M
- N
- O
- P
- Q
- R
- S
- T
- U
- V
- W
- X
- Y
- Z

## B
- Cimetière parisien de Bagneux, un des six cimetières extra muros gérés par la Ville de Paris, situé sur le territoire de la commune de Bagneux
- Cimetière des Batignolles
- Cimetière de Belleville
- Cimetière de Bercy
- Cimetière de Bonne-Nouvelle
- Cimetière de Boulogne

- Haut – A
- B
- C
- D
- E
- F
- G
- H
- I
- J
- K
- L
- M
- N
- O
- P
- Q
- R
- S
- T
- U
- V
- W
- X
- Y
- Z

## C
- Les Catacombes
- Cimetière du Calvaire
- Cimetière Carnot
- Cimetière ancien de Charenton-le-Pont (autrefois sur le territoire de la commune de Charenton-le-Pont, toujours propriété de celle-ci et dévolu à son usage, mais maintenant situé géographiquement dans le sud du 12e arrondissement de Paris, dans une partie du bois de Vincennes annexée par la capitale en 1929)
- Cimetière de la Charité
- Cimetière de Charonne
- Cimetière de la Chaussée-d'Antin
- Cimetière de Clamart (Situé rue du Fer-à-Moulin-boulevard Saint-Marcel-rue Scipion-rue des Fossés-Saint-Marcel - Détruit)
- Cimetière des Cordeliers
- Couvent des Capucines
- Couvent des Carmélites du faubourg Saint-Jacques
- Couvent des Célestins
- Maison Coignard

- Haut – A
- B
- C
- D
- E
- F
- G
- H
- I
- J
- K
- L
- M
- N
- O
- P
- Q
- R
- S
- T
- U
- V
- W
- X
- Y
- Z

## E
- Cimetière des Errancis
- Cimetière de l'Est

- Haut – A
- B
- C
- D
- E
- F
- G
- H
- I
- J
- K
- L
- M
- N
- O
- P
- Q
- R
- S
- T
- U
- V
- W
- X
- Y
- Z

## F
- Cimetière juif de la rue de Flandre
- Couvent des Feuillants du Faubourg-Saint-Honoré

- Haut – A
- B
- C
- D
- E
- F
- G
- H
- I
- J
- K
- L
- M
- N
- O
- P
- Q
- R
- S
- T
- U
- V
- W
- X
- Y
- Z

## G
- Cimetière de la place Gozlin
- Cimetière de Grenelle
- Cimetière de la rue Galande
- Couvent des Grands-Augustins

- Haut – A
- B
- C
- D
- E
- F
- G
- H
- I
- J
- K
- L
- M
- N
- O
- P
- Q
- R
- S
- T
- U
- V
- W
- X
- Y
- Z

## H
- Cimetière des Hôpitaux
- Cimetière des Hospitalières-de-la-Roquette

- Haut – A
- B
- C
- D
- E
- F
- G
- H
- I
- J
- K
- L
- M
- N
- O
- P
- Q
- R
- S
- T
- U
- V
- W
- X
- Y
- Z

## I
- Cimetière des Innocents
- Église du Dôme des Invalides
- Cimetière parisien d'Ivry, un des six cimetières extra muros gérés par la Ville de Paris, situé sur le territoire de la commune d’Ivry-sur-Seine

- Haut – A
- B
- C
- D
- E
- F
- G
- H
- I
- J
- K
- L
- M
- N
- O
- P
- Q
- R
- S
- T
- U
- V
- W
- X
- Y
- Z

## J
- Couvent des Jacobins de la rue Saint-Jacques
- Cimetière juif à l'emplacement des rues d'Hautefeuille et Sarrazin, disparu en 1310

- Haut – A
- B
- C
- D
- E
- F
- G
- H
- I
- J
- K
- L
- M
- N
- O
- P
- Q
- R
- S
- T
- U
- V
- W
- X
- Y
- Z

## L
- Cimetière parisien de La Chapelle, un des six cimetières extra muros gérés par la Ville de Paris, situé sur le territoire de la commune de Saint-Denis
- Cimetière de La Villette
- Cimetière de la rue Lekain

- Haut – A
- B
- C
- D
- E
- F
- G
- H
- I
- J
- K
- L
- M
- N
- O
- P
- Q
- R
- S
- T
- U
- V
- W
- X
- Y
- Z

## M
- Cimetière de la Madeleine
- Ancienne église de la Madeleine
- Église de la Madeleine-en-la-Cité (Située dans l'île de la Cité - Détruite)
- Cimetière Marcadet
- Couvent des Minimes de Chaillot
- Couvent des Minimes de la Place Royale
- Cimetière de Monceau
- Cimetière de Monceaux
- Cimetière de Montmartre
- Abbaye de Montmartre également appelé église Saint-Pierre de Montmartre
- Cimetière du Montparnasse
- Cimetière de Montrouge (appartenant à la commune de Montrouge et dévolu à son usage, mais situé géographiquement dans le sud du 14e arrondissement de Paris)
- Cimetière de Mousseaux

- Haut – A
- B
- C
- D
- E
- F
- G
- H
- I
- J
- K
- L
- M
- N
- O
- P
- Q
- R
- S
- T
- U
- V
- W
- X
- Y
- Z

## N
- Cathédrale Notre-Dame de Paris
- Cimetière de la rue Nicole
- Cimetière du Nord

- Haut – A
- B
- C
- D
- E
- F
- G
- H
- I
- J
- K
- L
- M
- N
- O
- P
- Q
- R
- S
- T
- U
- V
- W
- X
- Y
- Z

## P
- Cimetière parisien de Pantin, un des six cimetières extra muros gérés par la Ville de Paris, situé sur le territoire de la commune de Pantin
- Cimetière de Passy
- Cimetière du Père-Lachaise
- Cimetière de Picpus
- Cimetière de la rue Pierre-Sarrazin (ancien cimetière juif disparu en 1310
- Cimetière Pigalle
- Cimetière de la Pitié
- Cimetière des Porcherons
- Cimetière du Port-au-Plâtre (situé pointe du port de l'Arsenal-Quai de la Rapée - Détruit)
- Cimetière de la rue-des-Poules ou de la rue-aux-Poules (situé angle no 8 rue Amyot-no 11 rue Laromiguière - Détruit)
- Cimetière des protestants étrangers de la rue de la Grange-aux-Belles (situé nos 45-47 rue de la Grange-aux-Belles- no 1 rue des Écluses-Saint-Martin - Détruit)
- Cimetière des protestants étrangers de la porte Saint-Martin (en partie, emplacement du théâtre de la Porte-Saint-Martin - Détruit)
- Couvent des Pénitents Tiers Ordre de Saint-François
- Couvent des Pénitents de Picpus
- Couvent des Petits-Augustins
- Panthéon

- Haut – A
- B
- C
- D
- E
- F
- G
- H
- I
- J
- K
- L
- M
- N
- O
- P
- Q
- R
- S
- T
- U
- V
- W
- X
- Y
- Z

## Q
- Cimetière des Quinze-Vingts

- Haut – A
- B
- C
- D
- E
- F
- G
- H
- I
- J
- K
- L
- M
- N
- O
- P
- Q
- R
- S
- T
- U
- V
- W
- X
- Y
- Z

## R
- Cimetière des Récollets
- Cimetière de la rue Royale

- Haut – A
- B
- C
- D
- E
- F
- G
- H
- I
- J
- K
- L
- M
- N
- O
- P
- Q
- R
- S
- T
- U
- V
- W
- X
- Y
- Z

## S
- Abbaye Saint-Victor
- Abbaye Sainte-Geneviève
- Cathédrale Saint-Louis-des-Invalides
- Chapelle Saint-Aignan
- Chapelle Saint-Michel-du-Palais (Située dans l'île de la Cité - Détruite)
- Chapelle de la Sorbonne
- Cimetière Saint-André-des-Arts (Situé rue de l'Éperon-rue Suger - Détruit)
- Cimetière Saint-Barthélemy (Situé dans l'île de la Cité - Détruit)
- Ancien cimetière Saint-Benoît (Situé Partie Ouest place Marcelin-Berthelot-Square Michel-Foucault - Détruit)
- Nouveau cimetière Saint-Benoît (Situé Nord de la rue du Cimetière-Saint-Benoist-Partie du collège de France - Détruit)
- Cimetière Saint-Côme-Saint-Damien
- Cimetière Saint-Denis-du-Pas (Situé dans l'île de la Cité - Détruit)
- Cimetière Saint-Etienne-du-Mont
- Cimetière Saint-Eustache (disparu, emplacement non identifié)
- Cimetière Saint-Germain (Situé angle rue des Saints-Pères-boulevard Saint-Germain - Détruit)
- Cimetière Saint-Germain-l'Auxerrois
- Cimetière Saint-Gervais
- Cimetière Saint-Hippolyte
- Cimetière Saint-Honoré
- Cimetière Saint-Jacques-du-Haut-Pas
- Cimetière Saint-Jean-en-Grève
- Cimetière Saint-Jean-Porte-Latine
- Cimetière Saint-Joseph
- Cimetière Saint-Landry (Situé dans l'île de la Cité - Détruit)
- Cimetière Saint-Laurent
- Cimetière Saint-Louis-en-l'Isle
- Cimetière Sud de Saint-Mandé
- Cimetière Saint-Marcel
- Cimetière Saint-Médard
- Cimetière Saint-Nicolas-des-Champs
- Cimetière Saint-Nicolas-du-Chardonnet
- Cimetière parisien de Saint-Ouen, un des six cimetières extra muros gérés par la Ville de Paris, situé sur le territoire de la commune de Saint-Ouen-sur-Seine
- Cimetière Saint-Paul-des-Champs
- Cimetière Saint-Pierre
- Cimetière Saint-Pierre-Saint-Paul
- Cimetière Saint-Philippe-du-Roule
- Cimetière Saint-Roch
- Cimetière Saint-Sauveur
- Cimetière Saint-Séverin
- Cimetière de Saint-Sulpice
- Cimetière Saint-Symphorien
- Cimetière Saint-Vincent
- Cimetière de Sainte-Catherine
- Cimetière de la Sainte-Chapelle
- Cimetière Sainte-Croix
- Cimetière Sainte-Marguerite
- Cimetière des Saints-Pères (Situé no 30 rue des Saints-Pères - Détruit)
- Cimetière la Salpêtrière
- Cimetière des Suppliciés
- Cimetière du Sud
- Église Saint-André-des-Arts
- Église Saint-Barthélemy (Située dans l'île de la Cité - Détruite)
- Église Saint-Benoît, la bien tournée (Située no 96 rue Saint-Jacques-Rue des Écoles - Détruite)
- Église Saint-Christophe (Située dans l'île de la Cité - Détruite)
- Église Saint-Denis-de-la-Chartre (Située dans l'île de la Cité - Détruite)
- Église Saint-Denis-du-Pas (Située dans l'île de la Cité - Détruite)
- Église Saint-Éloi (Située dans l'île de la Cité - Détruite)
- Église Saint-Étienne (Détruite, remplacée par la cathédrale Notre-Dame de Paris)
- Église Saint-Etienne-du-Mont
- Église Saint-Eustache
- Église Saint-Germain-l'Auxerrois
- Église Saint-Germain-le-Vieux (Située dans l'île de la Cité - Détruite)
- Église Saint-Gervais-Saint-Protais
- Église Saint-Jacques-la-Boucherie
- Église Saint-Jean-de-Latran (Située Rue des Écoles - Détruite)
- Église Saint-Jean-en-Grève
- Église Saint-Jean-le-Rond (Située dans l'île de la Cité - Détruite)
- Église Saint-Julien-le-Pauvre
- Église Saint-Landry (Située dans l'île de la Cité - Détruite)
- Église Saint-Luc
- Église Saint-Luc (Ancien nom de l'église Saint-Symphorien située dans l'île de la Cité - Détruite)
- Église Saint-Martial (Située dans l'île de la Cité - Détruite)
- Église Saint-Médard
- Église Saint-Nicolas-du-Chardonnet
- Église Saint-Paul-des-Champs
- Église Saint-Paul-Saint-Louis
- Église Saint-Pierre-aux-Arcis (Située dans l'île de la Cité - Détruite)
- Église Saint-Pierre-aux-Bœufs (Située dans l'île de la Cité - Détruite)
- Église Saint-Pierre de Montmartre
- Église Saint-Roch
- Église Saint-Sauveur
- Église Saint-Séverin
- Église Saint-Sulpice
- Église Saint-Symphorien (Située dans l'île de la Cité - Détruite)
- Église Sainte-Croix (Située dans l'île de la Cité - Détruite)
- Église Sainte-Geneviève-des-Ardents également appelée Église Sainte-Geneviève-la-Petite (Située dans l'île de la Cité - Détruite)
- Église Sainte-Marie-du-Temple
- Église Sainte-Marine (Située dans l'île de la Cité - Détruite)
- Monastère Saint-Martial (Située dans l'île de la Cité - Détruit)
- Prieuré Sainte-Catherine-du-Val-des-Écoliers
- Sainte-Chapelle

- Haut – A
- B
- C
- D
- E
- F
- G
- H
- I
- J
- K
- L
- M
- N
- O
- P
- Q
- R
- S
- T
- U
- V
- W
- X
- Y
- Z

## T
- Cimetière de la Trinité
- Couvent des Théatins
- Cimetière du Temple
- Enclos du Temple
- Cimetière parisien de Thiais, un des six cimetières extra muros gérés par la Ville de Paris, situé sur le territoire de la commune de Thiais

- Haut – A
- B
- C
- D
- E
- F
- G
- H
- I
- J
- K
- L
- M
- N
- O
- P
- Q
- R
- S
- T
- U
- V
- W
- X
- Y
- Z

## V
- Abbaye du Val-de-Grâce
- Cimetière Valmy (appartenant à la commune de Charenton-le-Pont et dévolu à son usage, mais situé géographiquement dans le sud du 12e arrondissement de Paris)
- Le cimetière du village de Vaugirard également appelé cimetière paroissial de Vaugirard ou 1er cimetière de Vaugirard (Situé rue de Vaugirard-rue Saint-Lambert-rue Desnouettes-place Henri-Rollet - Détruit)[5]
- Le cimetière du village de Vaugirard dit cimetière d'en-haut  (Situé rue de Vaugirard-rue Cambronne-rue Blomet - Détruit)[5]
- 2e cimetière de Vaugirard dit Cimetière parisien de Vaugirard (Situé rue de Vaugirard-rue Lecourbe-boulevard Pasteur-rue de Staël-lycée Buffon ancêtre du cimetière du Montparnasse - Détruit)[5]
- 3e cimetière de Vaugirard dit Cimetière de Vaugirard[5]
- Cimetière Verd
- Couvent de la Visitation Sainte-Marie
- Église du Val-de-Grâce

- Haut – A
- B
- C
- D
- E
- F
- G
- H
- I
- J
- K
- L
- M
- N
- O
- P
- Q
- R
- S
- T
- U
- V
- W
- X
- Y
- Z